# Poi

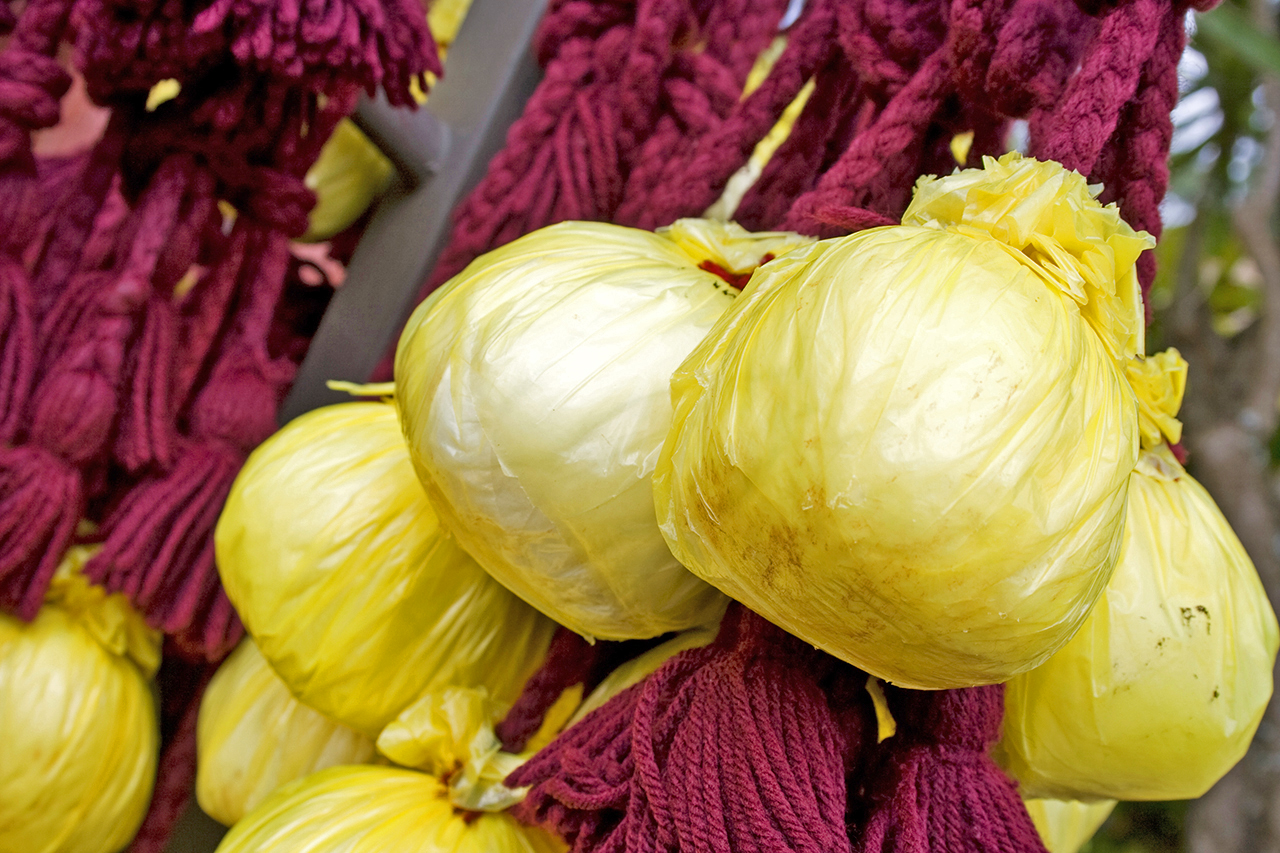
Traditionelle Poi aus modernen Materialien

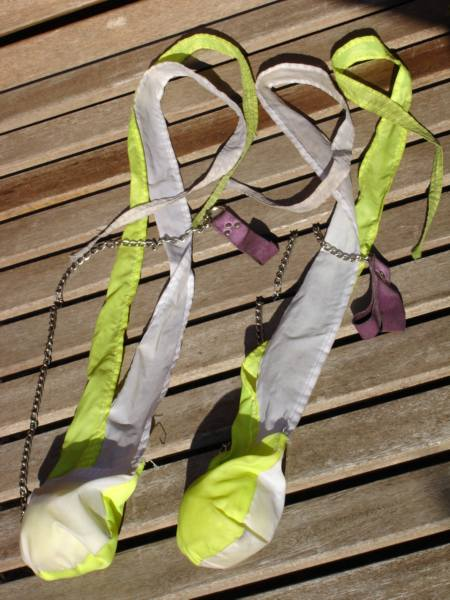
Schweif-Poi gibt es in verschiedenen Ausführungen

Ein Poi (Māori: „Ball“, Plural: Poi) ist ein Spinningelement, das innerhalb der Artistik zur Darbietung von Bewegungskunst Verwendung findet. Es besteht aus einem Ball, der an einer Schnur gehalten und im Kreis geschwungen wird. Poi spinning ist kinästhetisch mit Stabdrehen oder Penspinning verwandt, da hier die Manipulation eines sich drehenden Objektes um sein kinetisches Zentrum überkreuz, vor und neben beiden Körperhälften im Mittelpunkt steht und nicht das Werfen und Fangen von Objekten. Das traditionelle Poi-Spiel ist ca. tausend Jahre alt und gilt bei den Nachfahren der neuseeländischen Ureinwohner noch heute als Kulturtradition.
Beim „Poi-Spiel“ wird üblicherweise in jeder Hand ein Poi durch Ausnutzung der Zentrifugalkraft in abwechslungsreichen, kreisähnlichen Bahnen um den Körper geschwungen. Für viele Spieler ist es erklärtes Ziel, die Flugbahnen beider Poi möglichst kunstvoll und abwechslungsreich zu kombinieren, bis hin zum Spiel mit zwei Poi in einer Hand, mit beiden Füßen oder auch mit dem Mund. Das Spinning mit Feuerpoi ist für die Mehrzahl der Poispieler nach einer Übungsphase ohne Feuer obligatorisch. Einige Künstler treten regelmäßig vor Publikum auf, sehr vereinzelt auch als Haupterwerbsquelle mit selbst entwickelten Choreografien und in Verbindung mit Tanz oder Akrobatik.

## Geschichte

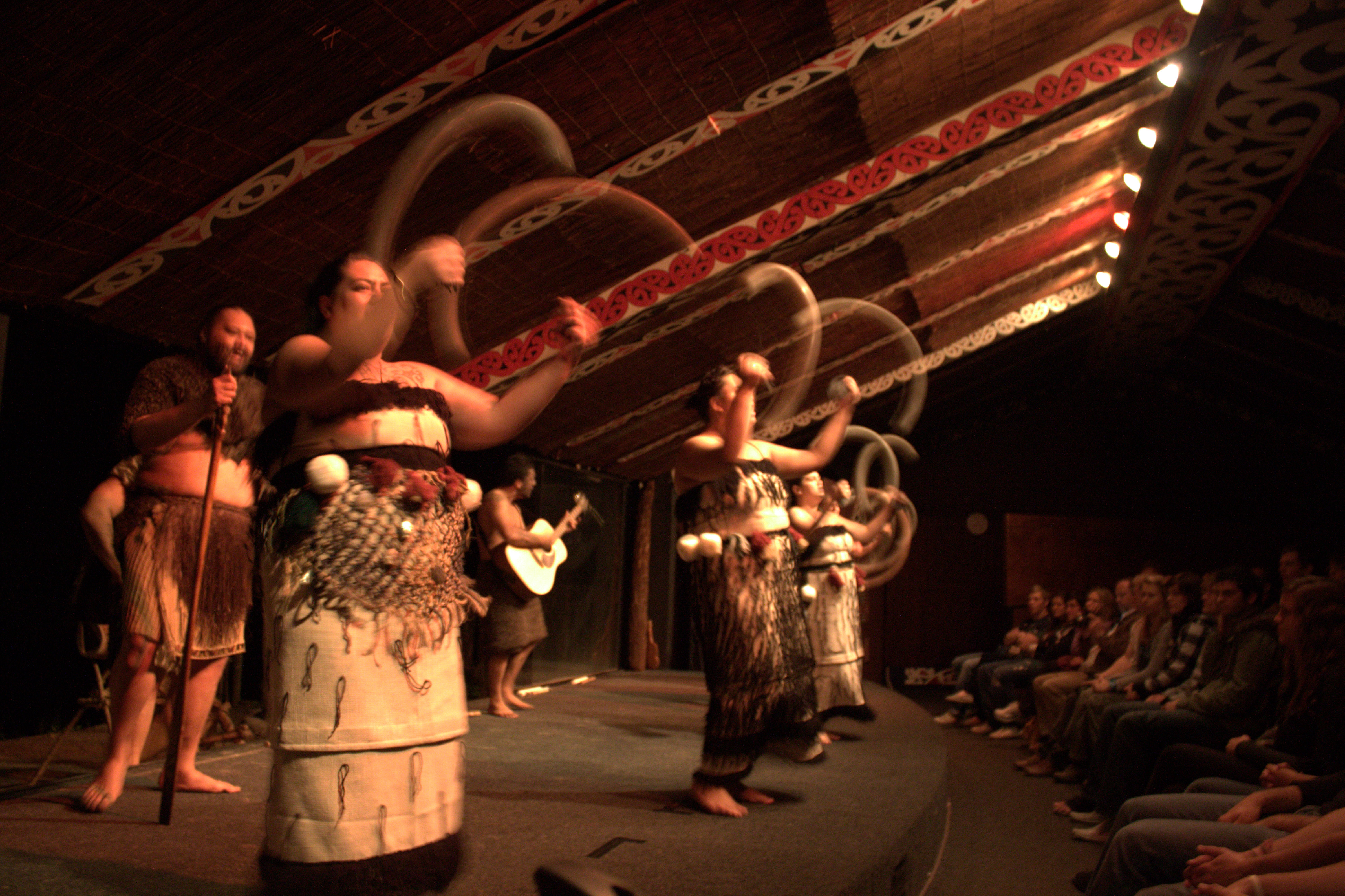
Traditionelle Verwendung von Poi bei den Māori

„Poi“ als Kunstform haben ihren Ursprung bei den Māori in Neuseeland. Der Ursprung von Poi ist an sich relativ wenig erforscht, da überwiegend mündliche Überlieferungen bekannt sind. Die Ur-Poi waren eine Erfindung der Māori-Frauen und bestanden aus zwei gleich langen Ästen, die an ihren Enden mit Flachs verbunden waren. Die anderen Enden legte man ins Feuer und brachte diese zum Brennen, um in der Dunkelheit einen Effekt zu erzielen. Der Poi-Tanz wurde ursprünglich von den Māori-Frauen dazu benutzt, die Beweglichkeit ihrer Hände zu erhalten, und von den Männern, um die bei einem Kampf erforderliche Stärke und Koordination zu fördern. Poi wurden aber auch als Trainingsmittel für andere alte Waffen eingesetzt, wie Mere oder Patu (Kurz-Club). Poi entwickelte sich ständig weiter und bekam im Laufe der Zeit Verzierungen aus Tierhaar oder Federn, die man an Bällen befestigte, woher auch der Name (Poi „Ball“) stammt. Der traditionelle Māori-Stil hat nur noch verhältnismäßig wenig mit den zeitgemäßen Stilformen zu tun.
Ein wesentlicher Unterschied zu dem Poi, wie wir es kennen, liegt auch in der Darbietung von Geschichten, die von den Frauen zumeist im Chor zum Poi gesungen werden. Die Themen der Gesänge variieren zwischen glorifizierenden Beschreibungen der Dorfgeschichte und von einschneidenden Erlebnissen der Dorfgemeinschaft, über Berichte von Trauerfällen und Katastrophen bis hin zu humorvollen Darbietungen, bei denen der eine oder die andere Person aus dem Dorf liebevoll auf den Arm genommen werden. Natürlich bleibt anzumerken, dass die traditionellen Poiübungen der Frauen nicht selten als Anlass zur Brautschau genommen wurden, in denen die Frauen ihre motorischen Fähigkeiten unter Beweis stellten.
Die Bedeutung der Māori-Kultur nimmt in Neuseeland gegenwärtig wieder einen höheren Stellenwert ein und neben der Māorisprache als Unterrichtsfach haben mittlerweile viele Schulen Poi als AG in den Stundenplan aufgenommen um die alten Traditionen lebendig zu halten. Im Unterschied zu den in Europa, Asien und USA bekannten Lang-Poi spielen die Māori bis heute traditionell viel mit Kurz-Poi, bei denen natürlich dann auch andere Figuren gespielt werden. Hier werden viele Stopp-Moves mit Körperkontakt an Armen, Beinen und auf dem Rücken gespielt. Aber auch die moderne Variante des Poi mit langer Schnur, Feuer und den vielen Varianten in same-time, split-time, in-spin und anti-spin sowie hybrid haben große Verbreitung gefunden und werden gleichermaßen von Māoris und Pakehas (Weiße, bzw. Nicht-Polynesier) ausgeführt. Auf diese Weise hat das Poispielen den Weg aus dem Traditionellen in die heutige Zeit und unsere moderne Auffassung von Poi genommen.
Im Shaolin Kung-Fu gibt es die zum Poi sehr ähnliche Neunteilige Peitsche, die seit der Jin-Dynastie (ca. 300 AD) verwendet wird und in Form der double chain whip das moderne Poispiel und dessen Verbreitung stark beeinflusst hat, zunächst in Asien, aber spätestens seit dem Boom der asiatischen Kampfsportarten in den 1970er Jahren auch in Amerika und Europa.
Zum weit verbreiteten Missverständnis einer Verwandtschaft von Poi mit dem japanischen Nunchaku kann festgestellt werden, dass das Nunchaku eine der traditionellen Bauernwaffen im Kobudō war und auf Okinawa (Japan) aus einem Dreschflegel, also einem bäuerlichen Alltagsgegenstand, der einem bewaffneten Satsuma-Samurai gefährlich werden konnte entwickelt wurde. Nach einer alten chinesischen Legende soll während der nördlichen Song-Dynastie, gegründet um 960 n. Chr. (und somit tatsächlich zeitgleich mit der Erfindung von Poi auf Neuseeland), der Kaiser Chao K'ung Yin / Zhao Kuangyin (Taizu) den Vorläufer des Nunchaku erfunden haben. Beide Kulturen haben sich jedoch unabhängig voneinander entwickelt und eine historische Parallele kann für Poi nicht nachgewiesen werden. Auch eine Verwandtschaft mit dem sog. Morgenstern, obwohl ebenfalls etwa im 11. Jahrhundert gleichwohl als Abkömmling des antiken Knüppels oder des Dreschflegels zur Verteidigung der Bauern in Europa entstanden, hat keinerlei historische Parallele.

## Gegenwart
In allen Ländern der Welt hat Poi viele Anhänger gefunden. Das Freizeitspiel mit Poi wurde spätestens in den 1990er Jahren in Thailand (Rai Leh Beach in Krabi, Haad Rin auf Ko Pha-ngan) und in Australien (Byron Bay, NSW) populär. Heute finden sich Poi-Spieler auf der ganzen Welt, die sowohl mit den Übungs-Varianten, als auch mit Feuerpoi spielen. Häufig treffen sich diese mit anderen Feuerkünstlern (Devilstick-Spieler, Feuerschlucker, Keulenschwinger, Stabdrehern und „klassischen“ Jongleuren) auf Festen, Jonglier-Conventions (wie z. B. die Europäische Jonglierconvention), bei Mittelalterfesten oder Festivals und schwingen ihre Poi zu elektronischer Tanzmusik auf Goa- oder Tekno-Partys. In größeren Städten Deutschlands, wie Berlin, Hamburg oder München, gibt es regelmäßige Treffen und Workshops und auch sogenannte Conventions.
Das Spiel mit Feuerpoi, welches auch bereits auf Neuseeland bekannt war, nimmt heute einen besonders großen Stellenwert in der Poi-Community ein. Auf überregionalen Festivals und Conventions richten erfahrene Feuerartisten auch Spielflächen für Feuerspieler ein und stehen den Veranstaltern dort als Ansprechpartner zur Integration der Feuerartistik in den Veranstaltungsablauf zur Verfügung (Kulturansatz).
Neben den schon etablierten Show-Bereichen, wie Zirkusse, Altertumsmärkte und Festivals, gibt es inzwischen vereinzelte Poi-Performer, die bestimmte Tanzstile, wie z. B. Tango oder Bauchtanz, mit dem Poispielen kombinieren. Sie schaffen damit eine Symbiose aus Bewegung, Bühnenbild, Artistik und Rolle. So kristallisierten sich mit der Zeit zwei kreative Grundströmungen heraus: einerseits technisches Poi-Spinning (möglichst viele und kompliziertere Tricks) und andererseits das tänzerische Poi-Spinning (Integration der Figuren in Tanzdarstellungen). Dieser Stil wird auch zunehmend in Shows verwendet, die dem Cabaret ähneln. Die Vorführung verknüpft das Spinning mit Showeinlagen und stellt das Poi-Spiel selbst weniger in den Vordergrund als zur Jahrtausendwende. Poi werden hier als Stilelemente und Beigaben verwendet und sind nicht mehr alleiniges Hauptaugenmerk.
Daneben gibt es einen dritten methodischen Ansatz, Poi als Hilfsmittel in der Kinder- und Seniorenbetreuung oder im klinischen Bereich als Nachsorge-Instrument z. B. für Reha-Patienten einzusetzen („Poi als Methode“). Auch die sozialen Aspekte eines nicht wettbewerbsorientierten Gemeinschaftsspieles in Mutter-Kind-Einrichtungen, mit Jugendlichen in der Sozialarbeit oder im Justizvollzug mit gemeinsam erarbeiteten Auftritten werden vereinzelt aufgegriffen. Der ehemalige Fachverband in Europa, Poi & Feuerartistik e. V, mit Sitz in Berlin vertrat diese Ansätze und bemühte sich um eine breitere öffentliche Wahrnehmung des Poi-Spiel, auch im nicht-kunstbetonten Bereich.

## Kategorisierung
Es existiert keine eindeutige wissenschaftliche Kategorisierung dieser Gegenstände innerhalb der Artistik bzw. Straßenkunst. Da sich auch die Sportwissenschaft dem Thema noch nicht angenähert hat, fehlen wissenschaftlich Quellen zur Referenzierung dieser Klein- und Straßenkunst. Eine Ein- bzw. Unterordnung zur Jonglage findet in der Praxis allerdings auch nicht statt, da weithin als Jonglage immer noch die klassische Wurfjonglage verstanden wird. Als unstrittige Hauptkategorie gehört Poi sicher zu den sogenannten Bewegungskünsten. Hierzu zählt neben der Gleichgewichtskunst (Equilibristik oder Balance-Akrobatik) und der Sportakrobatik auch die Jonglage, das Spinning und im weiteren Sinne die Eurythmie. So bildet sich auch eine gefestigte Meinung unter Künstlern und Spielern heraus, dass Poi aufgrund der methodischen Gleichheit einer Überkreuzbewegung mit Wurfjonglage (rechte/linke Körperhälfte überkreuzen sich) sowie der sich spieltechnisch auflösenden Grenzen zwischen Wurfjonglage und Spinning, das Poi-Spiel zwar als eigenständige Disziplin innerhalb der Bewegungskünste zu betrachten, Poi aber nicht direkt als Jonglage zu bezeichnen. Beim Spinning kommt es zunächst weniger auf Werfen und Fangen an, sondern viel mehr auf das Einbeziehen des gesamten Körpers als bewegliches Drehzentrum, was beim Jonglieren erst einmal nicht der Fall ist. Mit zunehmendem Können, sowie mit Würfen und Partnerfiguren (ähnlich dem Passing bei der Jonglage) verschmelzen die Disziplinen dann wieder mehr und mehr, was eine eindeutige Unter- oder Einsortierung letztlich auch ad absurdum führt.
Eine Kategorisierung der Spielgeräte ergibt sich aus den Händlerangeboten im Internet und vereinzelter Literatur. So hat sich als Gattungsbegriff für die Übungs-Poi mit Drachenschwanz (Komet-Tail) der von der Firma „Active People“ verwendete Produktname Kiwido etabliert. Ein weiterer Name für Poi ist der vor allem im spanischen Sprachraum gebräuchliche Begriff Cariocas. Sehr vereinzelt wird vor allem für das Spiel mit Kindern oder älteren Menschen im deutschsprachigen Raum auch mit eingedeutschten Begriffen für die Figuren gearbeitet.
Allgemeine Kategorisierung
| Sockenpoi  | Reis-, Erbsen-, Mais-, Granulatsäckchen im Stoffschlauch            |
| Cometpoi   | Tennisbälle o. ä. mit langer Stofffahne (häufig fluoreszierend)     |
| Medusenpoi | gewickelter Gummikern mit kurzem Tuch und/oder Glöckchen            |
| Maoripoi   | Flachs- oder Papierkugeln in leichter Stoffhülle, mit kurzer Schnur |
| Seil-Poi   | Styropor-Schwimmkörper, die auf einer Schnur aufgezogen sind        |
| Flaggenpoi | große, speziell genähte Tücher mit runden Ecken und Haltegriffen    |
| Contactpoi | größere Hohlbälle aus Gummi mit Schnur und kleiner Haltekugel       |
| LED-Poi    | Halb transparente Kugeln oder Tubes mit LED-Elektronik und Batterie |
| Feuerpoi   | Brennköpfe aus gewickeltem oder geflochtenem Aramit/Kevlar          |
| Feuerseile | mehrfach geflochtene Kevlarstränge mit eher kurzen Ketten           |
| Funkenpoi  | Drahtkörbchen mit glühender Holzkohle oder Stahlwolle               |
| Pyropoi    | Nicht bestimmungsgemäßer Gebrauch von Kleinfeuerwerk als Poi*       |

* Zur Verwendung kommt klassischerweise frei verkäufliches Silvesterfeuerwerk der Klasse 2. Es darf nur in der Zeit vom 28. bis 31. Dezember von Personen über 18 Jahren gekauft und von diesen am 31. Dezember und 1. Januar ausschließlich in der genehmigten Form (stehend) abgebrannt werden. Nur staatliche geprüfte Bühnenpyrotechniker dürfen derartige Effekte anfertigen und verwenden.
Non-fire Übungs-Poi gibt es in verschiedensten Ausführungen (siehe Tabelle). Die Ausgestaltung reicht von ihrer traditionellen Form aus Neuseeland (Kurzpoi) über Poi mit langer Schnur, mit und ohne Drachenstoff (auch als Drachenschwanz oder Schweif bezeichnet, häufig aus fluoreszierendem Material mit denen in den auf Goa-Partys häufig installierten Schwarzlicht-Dekorationen gespielt wird) bis zu LED-Poi. Diese werden in Kugelform, mit oder ohne Glasfaser-Schweif, als kristallklare Stäbchen mit Innenbeleuchtung oder als modifizierte Deko-Ausstattung verwendet. Am oberen Ende des Seiles, der Kette, Schnur oder dem Stoffschlauch befinden sich oft Griffe in Form von Knoten, Fingerschlaufen, Holz- oder Gummikugeln.

## Feuerpoi

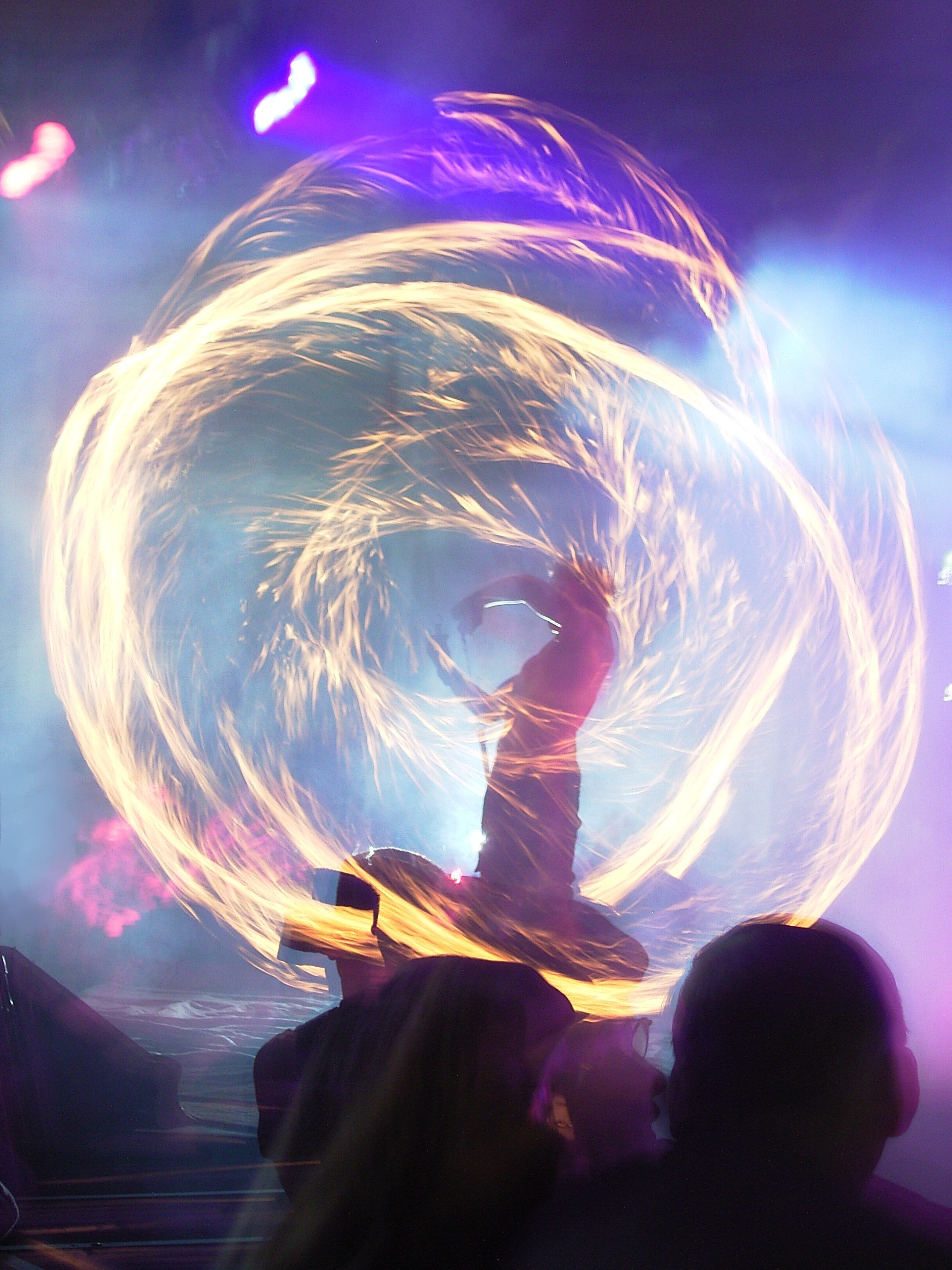
Spinning mit brennenden Feuer-Poi ist ein beliebter Publikumsmagnet

Gewickelte Feuerpoi mit Bolzen

Als Feuerpoi bzw. Feuerketten oder Feuerseile werden die an den Enden mit Dochtband versehenen Versionen bezeichnet, die mit brennenden Flüssigkeiten wie vorzugsweise Lampenöl bzw. Petroleum in Brand gesetzt werden und bei Veranstaltungen zum Einsatz kommen. Das Dochtband besteht häufig aus aramidhaltigem Gewebe (wie z. B. dem von Du Pont hergestellten „Kevlar“). Zum Teil findet auch Baumwolle Verwendung, was zu höherer Brandgefährdung führt, weil das Trägermaterial im Gegensatz zu Aramid selbst brennbar ist. Die Poi werden damit in Lampenöl oder eine andere brennbaren Flüssigkeit getaucht und dann angezündet. Hierbei achten verantwortungsvolle Artisten auf einen hohen Reinheitsgrad des Petroleum und schleudern überflüssiges Petroleum vor dem Abbrennen mit Hilfe eines Ausschwingbehälters, einer Art Gefäß mit Schnur (Dose o. ä.) aus. Damit wird ein unkontrolliertes Verspritzen in die Umwelt verhindert. Die Verwendung von anderem Brennstoff als Petroleum (hochgereinigtes Lampenöl) wird aufgrund der höheren Gefahren (schnellere Ausgasung, niedriger Brennpunkt, Gefahr der Selbstentzündung) und des größeren Verschleißes der Brennköpfe von erfahrenen Feuerspielern vermieden.

## Figuren
Grundsätzlich ist die Anzahl der möglichen Figuren mit zwei Poi nahezu unbegrenzt. Es gibt sechs etablierte Ebenen, auf denen man spielen kann. Je nachdem, wo die Poi schwingen, gibt es zwei Wandebenen (vor oder hinter dem Spieler), zwei Radebenen (seitlich rechts und links) sowie die Boden- und Dachebene (Poi schwingen parallel zum Boden oder zur Decke). Daneben gibt es noch abgeschrägte Ebenen und unendlich viele parallele Ebenen zu den oben genannten.
Des Weiteren kann man die Poi im Gleichtakt (same time) schwingen oder im Ungleichtakt (split time (um 180° zueinander versetzt) und quarter time (um 90°)), sowie jede Figur vor- und rückwärts spielen. Außerdem kann man sie in entgegengesetzte (opposite direction) oder in die gleiche Richtung (same direction) spielen. Wenn man dazu noch die Arme kreisen lässt, kann den jeweiligen Poi entweder entgegen der Drehrichtung des Armes (Antispin) oder in derselben Richtung (Inspin) „spinnen“. Dabei kann man dann noch mit unterschiedlichen Tempi für Arm und Poi arbeiten und so beliebig viele Umdrehungen (beats) erwirken. Man kann mit zusätzlichen Poi Drehungen den Inspin- und Antispinfiguren, mitunter auch „Flowers“ genannt, sogenannte Petals (deutsch: etwa Blütenblätter) hinzufügen. Wenn man jetzt noch verschiedene Bewegungen mit jeder Hand macht, kann man „Hybrids“ spielen. Hybrids sind Muster, bei denen man mit beiden Händen Moves aus unterschiedlichen Kategorien verknüpft (z. B. Extentions und Antispin). Dadurch wird die tatsächliche Anzahl der sog. moves nicht nur von der Geschicklichkeit und dem Koordinationsvermögen des Spielers begrenzt, sondern auch von dessen Kreativität beim Entdecken neuer Patterns.
Anfänger können innerhalb weniger Stunden die grundlegenden Parallelschwünge vor und neben dem Körper in einer Richtung mit einem einfachen symmetrischen Überkreuzmuster lernen. Der Lernerfolg ist daher zu Beginn am größten. Nach etwa 40 Stunden können auch etwas kompliziertere Bewegungsabläufe, z. B. parallel hinter dem Körper, beherrscht werden. Einzelne Schwünge in beliebiger Kombination vor und hinter dem Körper in asymmetrischer Gestaltung miteinander flüssig zu kombinieren erfordert monatelanges bis jahrelanges Training. Fang- und Stoppbewegungen, z. T. mit bewusster Kettenverwicklung und einhändiger Performance beider Poi in entgegengesetzte Richtungen, ist für fortgeschrittene Poi-Spieler, zumeist im Rahmen von Artistengruppen oder als Trainer, möglich.

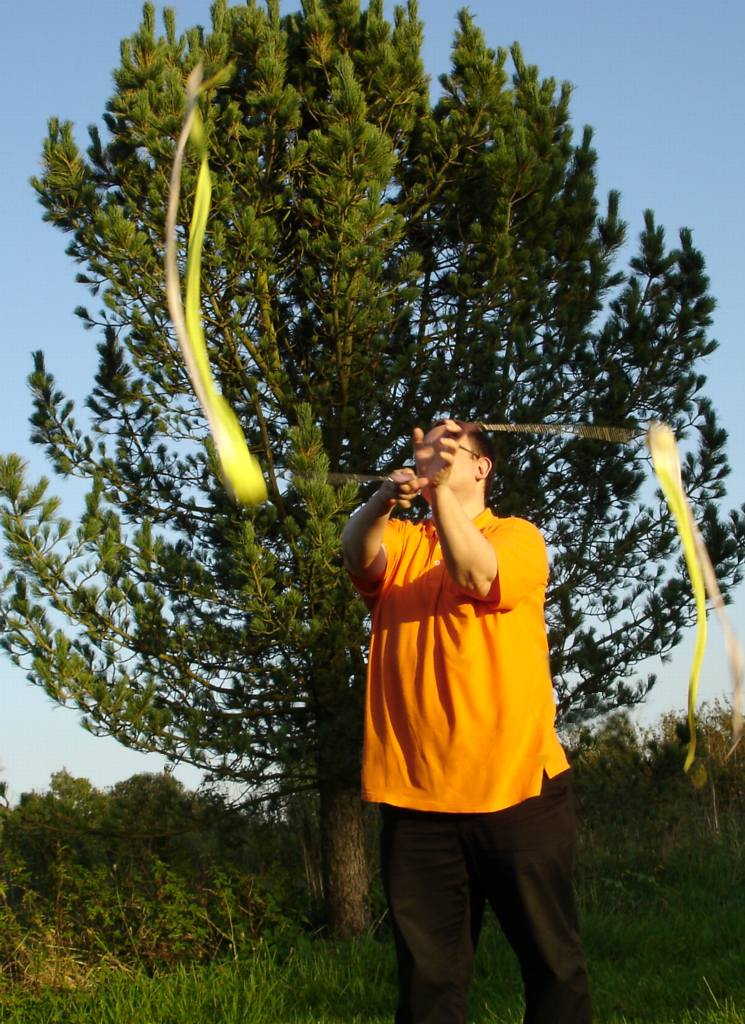
Weave-Figur mit Schweif-Poi
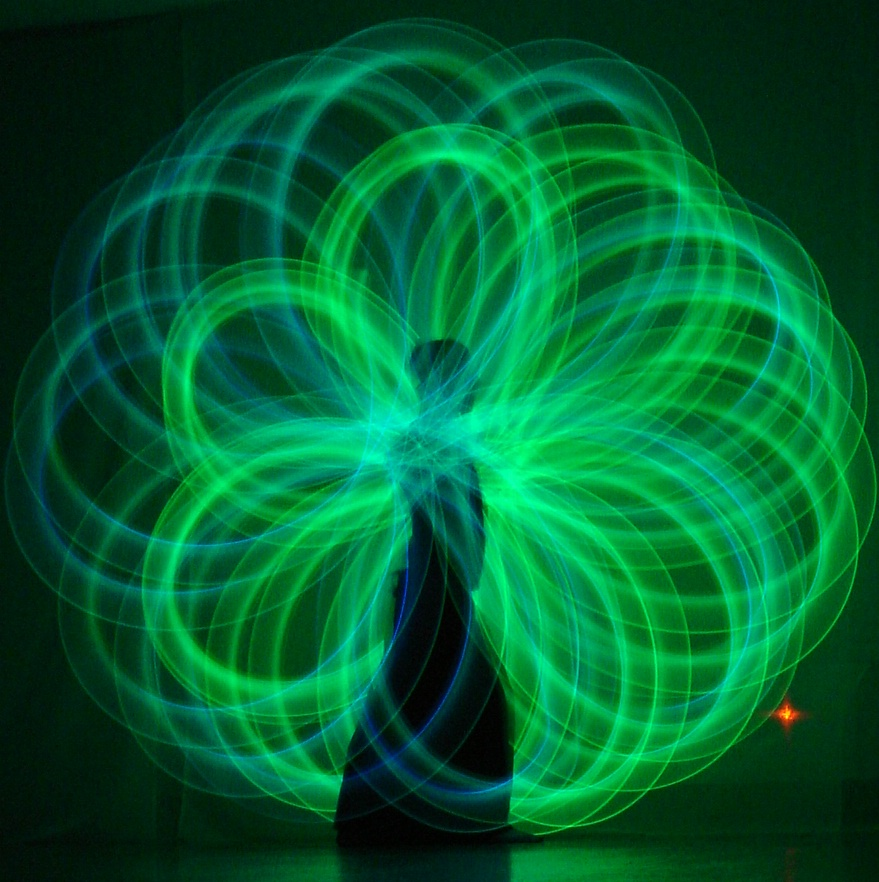
Flower-Figur mit Leucht-Poi (Knicklichtern)
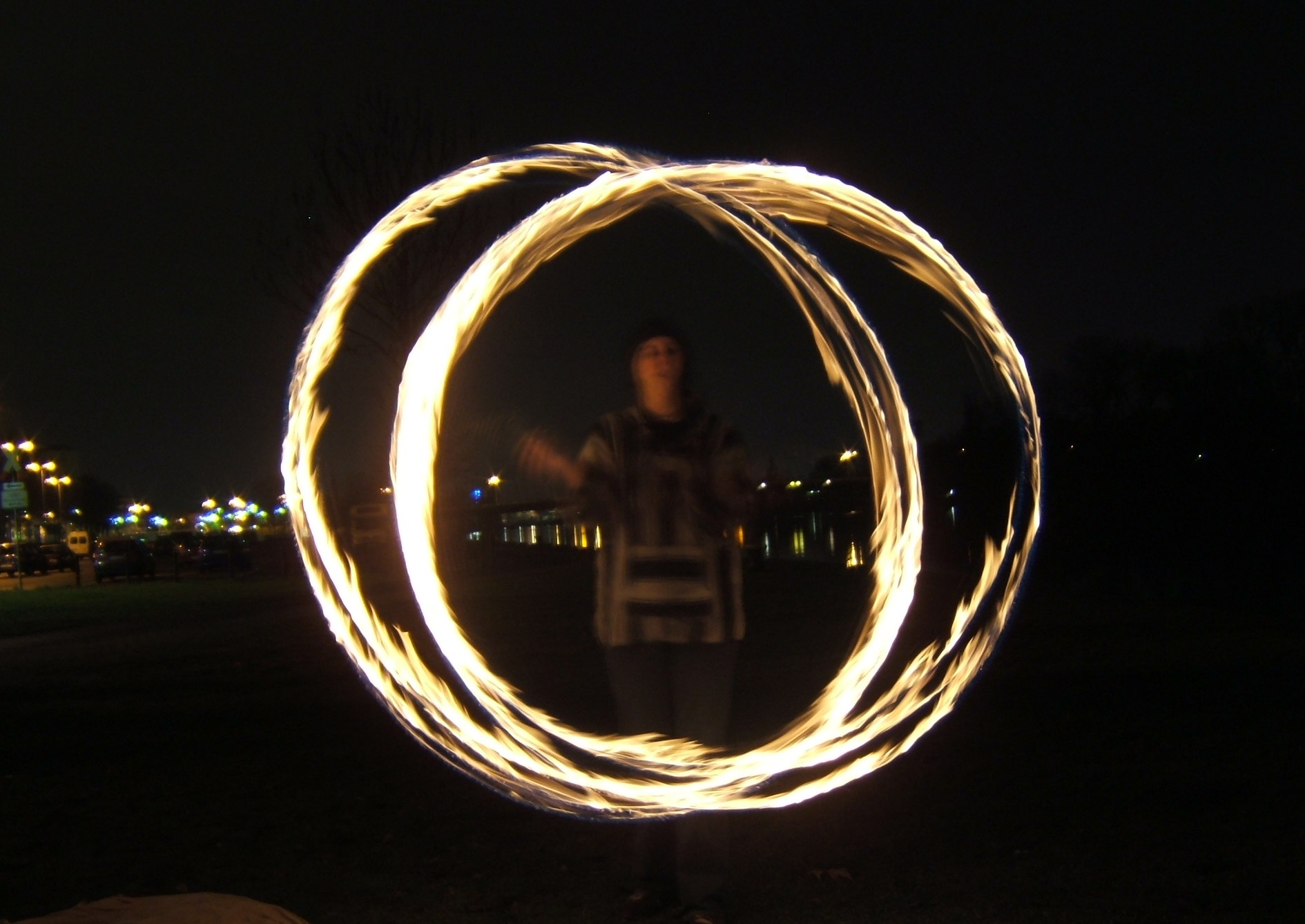
Butterfly-Figur mit Feuerpoi
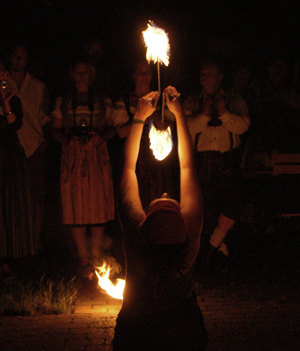
Buzzsaw-Figur von hinten
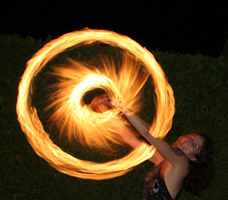
Buzzsaw-Figur seitlich

### Weave
Der einfache Weave (Zwei-Beat- oder Drei-Beat-Weave) gehört zu den leicht erlernbaren Figuren. Hierbei werden die Poi zuerst Split time in der Wallplane geschwungen. Dann wechselt ein Poi über den Arm auf die andere Seite und vollzieht dabei eine Drehung. Gleichzeitig schwingt der zweite unter dem anderen durch und dreht sich einmal (erster Beat) und sie sind wieder in Ausgangslage (bei der Zwei-Beat-Weave folgt eine Drehung, also Beat Nr. 2, und dann wiederholt sich alles.) Der erste geht diesmal unter dem Arm durch und dreht sich (zweiter Beat), nun sind die Hände überkreuzt. Also drehen sich beide noch einmal und wechseln die Seiten und sind wieder in der Ausgangslage (dritter Beat). Jetzt beginnt dasselbe von vorn.
Beim Weave sieht es von der Seite aus, als würden beide Poi eine Linie bilden, die um ihren Mittelpunkt rotiert. Es gibt viele Varianten, wobei die häufigsten der Zwei-, Drei-, Fünf-, Sieben-Beat-Weave vor dem Körper und hinter dem Rücken, vorwärts und rückwärts sind. Ein Beat zählt jeweils mit einer halben Drehung auf der gleichen Seite. Die menschliche Anatomie erlaubt bis zu maximal elf Beats.

### Stalls
Stalls verursachen einen Stillstand der Poi und werden in der Regel mit einem Richtungswechsel fortgesetzt. Es gibt Up-, Down- und Sidestalls. Bei einem
Stall folgt man mit der Hand der Kreisbahn des Poi und bremst die Bewegung so langsam ab, dass der Poi direkt stillsteht und in die andere Richtung geschwungen werden kann.

### Butterfly
Die Schwierigkeit des Butterfly ist etwas höher als beim Weave, aber in der Grundform vor dem Körper immer noch Anfängerlevel. Beim Butterfly werden die Poi entgegengesetzt in einer Ebene vor oder hinter dem Spieler geführt. Dabei sind die Hände dicht beieinander, so dass das entstehende Muster mit der Symmetrie von Schmetterlingsflügeln zu vergleichen ist (daher der Name). Für Anfänger scheint es oft ein Problem, da die Poi häufig zusammenstoßen, aber nach einiger Zeit ist dies dann die Ausnahme. Beim großen Butterfly gehen die Arme weit auseinander (es wird mit ausgestreckten Armen gespielt, also extended) und die Poi wirken quasi als Verlängerung der Arme. Der Butterfly kann mit am vielseitigsten variiert werden. Fortgeschrittene Figuren, die auf dem Butterfly basieren, verlaufen abwechselnd vor und hinter dem Körper oder versetzt zueinander.
Die meistgespielten Varianten fortgeschrittener Spieler (in Kombination gespielt):
Butterfly über Kopf
Der normale Butterfly wird über den Kopf geführt und dort weitergespielt.
Alternating Butterfly
Die Poi werden abwechselnd über den Kopf und/oder hinter den Rücken geführt.
Butter-Weave
Der Butterfly wird neben dem Körper geführt und wie beim Weave werden abwechselnd die Seiten getauscht.
Threading-the-Needle
Die Hände gehen abwechselnd nach vorn/hinten.
90° Butterfly
Die Hände werden so bewegt, dass das Muster um 90° versetzt ist.
Alle eben genannten Figuren lassen sich auch rückwärts oder teilweise versetzt und mit einem Schlag mehr auf jeder Seite spielen.

### Windmill
Die Windmill als Grundfigur lässt sich vom Schwierigkeitsgrad mit dem Butterfly vergleichen. Hierbei werden die Poi in gleicher Richtung vor dem Körper geschwungen. Nun wechselt ein Poi hinter den Kopf oder Rücken. Die geschieht nun abwechselnd.
Die häufigsten Varianten sind:
3-Beat Windmill
3-Beat Weave als Windmill.
Giant Windmill
Die Arme gehen weit auseinander und die Poi wirken als Verlängerung.
Weave-to-Mill
Beim Weave wird eine 90°-Drehung vollzogen und dann im Windmill weiter gemacht.
Cork Screw
Windmill in Horizontaler Ebene.
Auch diese Moves lassen sich rückwärts spielen.

### Flower
Flower-Figuren sind nicht einfach zu spielen. Die Arme werden langsam vertikal kreisend mit oder gegen die Spielrichtung bewegt, während die Poi in die gleiche Richtung oder entgegengesetzt weiter schwingen. Die doppelte Kreisführung ergibt insbesondere mit Leuchtmitteln eine schöne Figur. Flowers werden häufig als Zwischenbewegungen gespielt und erfordern eine hohe feinmotorische Kontrolle, da die Kreise ständig an anderer Stelle neu stabilisiert werden müssen und insbesondere im sog. Antispin-Modus, die doppelte Gegenläufigkeit von Arm- und Poi-Drehrichtung eine hohe Konzentration erfordert.

### Wrap
Wraps sind ebenfalls eine Art, die Laufrichtung der Poi zu ändern. Dabei führt der Spieler einen oder beide Poi so an den Arm oder ein Bein, dass sie sich kurz umwickeln und mit genug Schwung in die andere Spielrichtung zurückdrehen. Bei sogenannten Airwraps bildet ein Schnittpunkt der Schnüre den Rotationsmittelpunkt der Kreisbahnen. Dabei verkleinert sich zwar der Radius der Kreise, die Laufrichtung ändert sich dabei aber nicht. Mit Feuerpoi besteht bei diesen Arten von Tricks grundsätzlich die Gefahr, schwere Verbrennungen bei unglücklichen Verhakungen durch das Umwickeln der Extremitäten zu verursachen.

### Sonstige
Buzzsaws
Bewegungen, bei denen die Poi zwischen den ausgestreckten Armen parallel zueinander gedreht werden.
Hyperloops
Bestimmte Airwraps, bei denen sich die Schnüre oder Ketten der Poi bei gleicher Laufrichtung ineinander verdrehen und anschließend wieder auflösen.
Einhand-Butterfly
Der Butterfly wird in einer Hand gespielt und gehalten (eher selten).
Isolations
Durch Vorwegnahme der Drehbewegung wird der Drehpunkt zum Gewicht hin verschoben, z. B. bei der Buzzsaw Isolation. Dabei bewegen sich idealerweise die Hände auf den gleichen Bahn wie der jeweilige Poi zuvor.
Inversions
Wie Isolations, jedoch durchdringen die Arme jeweils die Kreisebenen des anderen Poi.
Werfen/Fangen
Dabei werden die Poi einzeln oder zusammen geworfen und wieder gefangen. Richtungswechsel sind möglich.
Hybrids
Eine Mischform von Tricks, z. B. ein Poi isoliert und der andere verlängert außen die Linie.
Stalls
Hierbei bleibt ein Poi kurz auf der Stelle stehen und wird meistens in die entgegengesetzte Richtung weiter gedreht.
Extensions
Inspin-Bewegungen mit gleicher Anzahl von Poi- und Armdrehungen.

## Kognitionsentwicklung
Schon länger bekannt ist, dass eine hohe Reaktionsgeschwindigkeit unmittelbar mit Intelligenz zusammenhängt. Bereits eine Studie der Forscher Reed und Jensen 1993 zeigte, dass die Intelligenz eine positive Korrelation mit der Reaktionszeit aufweist, d. h. Probanden mit guter Reaktionsfähigkeit hatten hohe Intelligenz.
Jonglage, und damit auch das Spinning, aktiviert durch das abwechselnde Arbeiten mit linker und rechter Hand und das Überkreuzen der Gesichtsmitte beide Gehirnhälften. Es werden neue Verknüpfungen gebildet, neue „Nervenstraßen“ gebaut, die bei regelmäßiger Beschäftigung mit Poi-Spielen ausgebaut werden können. Diese neuangelegten Nervenbahnen können hilfreich sein beim Erlernen anderer Inhalte oder Fertigkeiten, wie dem Spielen eines Instruments, lesen und schreiben oder im Beruf. Das Kindesalter ist die wichtigste Prägephase des Gehirns. Bittmann (2002) belegt jedoch erstmals, dass die Entwicklung des Gehirns durch körperliche Aktivität zeitlebens beeinflusst wird und damit auch dessen Funktionsweise. Und obwohl die neuronale Plastizität in der Kindheit am höchsten ausgeprägt ist, sind auch zirkuspädagogische Wirkungsweisen auf die motorische und kognitive Entwicklung belegt. Poi spielen fördert neben der Reaktionsfähigkeit darüber hinaus die Beidhändigkeit und die für eine kognitive Leistungssteigerung so wichtige Auge-Hand-Koordination. Das gilt allgemein auch für die einfache Form der Jonglage mit Bällen und wurde in einer Studie der Universitäten Regensburg und Jena nachgewiesen.
Doch auch auf einem anderen Feld finden sich interessante Ansätze. In seinem Buch „Zen in der Kunst des Jonglierens“ beschreibt Dave Finnigan, ein weltweit bekannter Jongleur, seine Erfahrungen während eines mehrmonatigen Jongliercamps in einem ehemaligen taiwanesischen Kloster. Ziel des Jonglierens ist es, ein Muster aufrechtzuerhalten. Der Schlüssel zum Erfolg liegt dabei im Loslassen: Statt mit den Augen den Bällen zu folgen schauen gute Jongleure dorthin, wo die Bälle beim Flug ihren höchsten Punkt erreichen oder, wie im Falle des Poi-Spiels, versuchen die durch die Fliehkraft merkliche Position des Poi in der Führhand zu erspüren. Mit der Zeit lernt der Spieler, die Bälle mit dieser Information blind zu führen und vertraut auf die Gesetze der Physik, die genau vorschreiben, welchen weiteren Weg der Ball nehmen wird.
Jonglieren kann so zu einer speziellen Form von Meditation werden: Man konzentriert seine gesamte Aufmerksamkeit auf ein mehr oder weniger einfaches, dafür aber vollkommen periodisches und meist sehr symmetrisches Muster, das man völlig kontrollieren kann. Zum Vorausplanen oder Zurückschauen bleibt keine Gelegenheit, wenn man an der Grenze seiner Fähigkeiten jongliert, muss man sich voll auf das Muster und dessen aktuellen Zustand konzentrieren. So ist es möglich, sich eine Zeit lang gedanklich völlig aus dem Alltag zu bewegen und innere Ruhe zu entwickeln.

## Gefahren
Übungspoi stellen kein ernsthaftes Verletzungsrisiko dar. Bei Spielgeräten mit hohem Gewicht am Ende (über 100 g) oder aus harten Materialien gefertigt (insb. LED-Poi), kann bei hoher Geschwindigkeit ein gewisses Risiko für Prellungen bei Körpertreffern bestehen. Anfänger erleiden Körpertreffer, die je nach Spieltempo mehr oder weniger schmerzhaft sein können. Insbesondere kann dabei die sog. „Butterfly-Figur“ für Männer unangenehm werden, da die Gewichte ca. den gleichen Abstand von Drehpunkt wie das Genitale bzw. (rückwärts) wie das Gesicht haben. Anfängern wird geraten, mit weichen, leichten Poi zu beginnen und die Drehgeschwindigkeit zunächst niedrig zu halten. Dies habe auch ein schöneres Bild durch ein besseres Spielgefühl zur Folge.
Feuerpoi gehören zu den gefährlicheren artistischen Spielarten. Feuerpoi bergen eine gewisse Verletzungsgefahr für Spieler und Publikum. Bei Beachtung der Sicherheitsregeln ist die Verweilzeit bei einem Körperkontakt nicht lang genug, um Verbrennungen zu verursachen. Es kann vorkommen, dass sich brennende Poi unglücklich verwickeln, den Spieler ins Gesicht treffen oder bei Schwebe-Figuren herabfallen und die Haare in Brand geraten. Daher sollten Feuerpoi nur mit nassen Haaren, Glatze oder Kopfbedeckung verwendet werden. Ein Überschuss an Brennstoff, der durch die Fliehkraft ausgeschleudert wird, kann zu Verbrennungen bei Spieler und Publikum führen. Die Geräte sollen vor dem Spiel mit einem Überzug, der sog. „Shake-off-can“, ausgeschleudert werden, um überschüssiges Petroleum vor dem Anzünden auszuschleudern und aufzufangen. So wird auch der Fußboden nicht verölt und rutschig.
Grundsätzlich sollen bei Verwendung von Feuer-Poi ein Löscheimer, eine Wasserflasche, ein geprüfter Schaumlöscher sowie Brandsalbe und Verbandmaterial bereitstehen. Alternativ können eventuell eine Feuerlöschdecke oder ein Pulverlöscher vorgehalten werden. ABC-Pulver-Löschmittel kann jedoch unter Umständen zu kristallinen Verkrustungen auf der geschädigten Haut führen. 
Bei Verwendung von Feuer-Poi sollten Helfer das Publikum auf Distanz halten und bei einem Zwischenfall sachkundig und routiniert eingreifen können. Helfer sollen auf kleine Brandherde an der Kleidung achten, die vom Spieler selber eventuell nicht rechtzeitig erkannt und ausgeschlagen werden. Das Feuerspiel vor Publikum ist nur für geübte Spieler mit Erfahrung (über 200 h) und sicherer Spielführung zu empfehlen, selbst wenn die einfachen Figuren bereits beherrscht werden. Die getragene Kleidung sollte weitgehend frei von Kunststoffen sein, da diese im Gegensatz zu Baumwolle oder Leinen schmelzen und sich dabei in die Haut brennen können.